# Cytheropteron yakutatense
Cytheropteron yakutatense är en kräftdjursart som beskrevs av Brouwers 1994. Cytheropteron yakutatense ingår i släktet Cytheropteron och familjen Cytheruridae. Inga underarter finns listade i Catalogue of Life.